# Белиган, Раду
Раду Белиган (рум. Radu Beligan; 14 декабря 1918, Галбени (ныне жудец Бакэу Румынии — 20 июля 2016) — румынский театральный и общественный деятель, актёр театра, кино и телевидения, режиссёр. Педагог. Профессор Института театра и кино в Бухаресте (1950—1965). Почётный член Румынской академии (2004). Народный артист Социалистической Республики Румыния (1962).
В декабре 2013 года внесён в Книгу рекордов Гиннесса, как «старейший активный театральный актёр» на планете.

## Биография
Сын румына и гречанки.
В 1937—1938 годы изучал право в Бухарестском университете. Окончил Королевскую академию музыки и драматического искусства (ныне Бухарестская консерватория), ученик Лючии Струджа-Буланда и писателя Эжена Ионеско.
Выступал в любительских спектаклях. В 1938 году был принят в Рабочий театр, затем — в Национальный театр в Бухаресте.

С 1939 года работал в театре и снимался в кино. В конце 1940-х — режиссёр театра в Бакэу.
Основатель Театра комедии в Бухаресте, где был директором в 1961—1969 годы. В 1968—1990 годы руководил Национальным театром им. Караджале.
На театральной сцене создал ряд незабываемых образов классического и современного репертуара. Выступал в спектаклях классиков румынской и мировой драматургии: Иона Караджале, Камила Петреску, Михаила Себастьяна, Аурела Баранга, Шекспира, Карло Гольдони, Гоголя, Чехова, Шоу, Горького, Камю, Эжена Ионеско, Жана Ануй, Фридриха Дюрренматта, Эдварда Олби, Питера Шеффера, Патрика Зюскинда, Нила Саймона, Умберто Эко.
В качестве театрального режиссёра Белиган поставил «Эгоиста» Жана Ануя, «Пропавшую грамоту» И. Л. Караджале, «Доктора поневоле» Мольера, «Незнакомцев в ночи» Эрика Ассу и другие.
Дебютировал в главной роли Рикэ Вентуриано в комедии Жана Георгеску «Бурная ночь» (1943).
На киноэкране Раду Белиган исполнял роли лирико-комедийного плана.
В 1969—1989 годах — член Центрального комитета Коммунистической партии Румынии, в 1961—1975 годах — депутат Великого Национального Собрания Румынии.
Председатель (1971), а затем пожизненный Почётный президент Международного института театра (1977). Член Академии Le Muse (Флоренция).

## Награды
- Большой крест ордена Звезды Румынии (2008)[5].
- Великий офицер ордена «За верную службу» (2000)[6].
- Орден «За заслуги перед культурой»[рум.] I степени (1967).
- Орден Югославского флага с золотой звездой на ожерелье.
- Офицер ордена Почётного легиона (2002, Франция).
- Заслуженный артист СРР (1953).
- Народный артист СРР (1962).
- Премия Румынской Академии (1997).
- Премия Эжена Ионеско (1999).
- Doctor Honoris Causa Национального университета театра и кино «И. Л. Караджале» (Бухарест)
- Doctor Honoris Causa Университета Danubis (Констанца).
- Doctor Honoris Causa Академии искусств «Джордже Энеску».
- Почётный гражданин Бухареста (2000)[7].
- Почётный гражданин городов Яссы и Бакэу.
- В 2006 году Почта Румынии выпустила марку с его изображением.
- На бухарестской Аллее Славы открыта Звезда актёра Раду Белигана (2011).